# Sonja (film, 1943)
Sonja är en svensk dramafilm från 1943 i regi av Hampe Faustman. I titelrollen ses Birgit Tengroth och i övriga huvudroller Åke Grönberg, Sture Lagerwall och Elsie Albiin.

## Handling
Kurt och Sonja är lyckligt gifta och drömmer om att köpa hus och skaffa barn. En dag dyker plötsligt Kurts gamle vän Nick Berggren upp och hemligheter från Sonjas tidigare liv kommer upp till ytan.

## Om filmen
Filmen premiärvisades den 5 november 1943 på biograf Terrassen i Stockholm. Inspelningen skedde med ateljéfilmning vid Sandrewateljéerna i Stockholm och med exteriörer från Stockholm av Hilding Bladh. Som förlaga har man Herbert Grevenius pjäs Sonja som uruppfördes på Dramaten 1927.
Filmen har visats i SVT, bland annat 1997, 2019, 2021 och i oktober 2023.

## Rollista i urval
- Birgit Tengroth – Sonja Larsson
- Åke Grönberg – Kurt Larsson, hennes man, fabriksarbetare
- Sture Lagerwall – Nick Berggren
- Elsie Albiin – Maj Larsson, Kurts syster, manikyrist
- David Erikson – Kalle Lindgren, Kurts arbetskamrat
- Bengt Ekerot – Bengt, Majs beundrare
- Gunn Wållgren – Sonjas rumskamrat
- Barbro Fleege – Inga, Majs arbetskamrat
- Lotten Olsson – Berta Lindgren, Kalles mor
- Siegfried Fischer – Otto Samuelsson, direktör för ett pälsskrädderi
- Hortensia Hedström – fru Holmgren, Majs hyresvärdinna
- Folke Kjellqvist – elmätaravsynaren
- Gideon Wahlberg – gäst på Kalles femtioårskalas
- Astrid Bodin – Sonjas arbetskamrat på restaurangen
- Chris Wahlström – dansande på restaurangen

## Musik i filmen
- "Hjärtats saga (Var skog har nog sin källa)", kompositör Wilhelm Åström, text Sigurd
- "Salamander-scherzo", kompositör Charles Redland, instrumental

## DVD
Filmen gavs ut på DVD 2016.